# Primo Victoria
Primo Victoria (с лат. — «Первая победа») — дебютный студийный альбом шведской пауэр-метал-группы Sabaton, вышедший в 2005 году. Первый альбом, изданный на новом лейбле, Black Lodge Records.

## Список композиций
| №  | Название                                                                                               | Длительность |
| -- | --- | ------------ |
| 1. | «Primo Victoria» (Песня об операции «Оверлорд» — о высадке союзных войск в Нормандии в июне 1944 года) | 4:10         |
| 2. | «Reign of Terror» (Песня об операции «Буря в пустыне»)                                                 | 3:51         |
| 3. | «Panzer Battalion» (Песня о вторжении коалиционных сил в Ирак в 2003 году)                             | 5:09         |
| 4. | «Wolfpack» (Песня о нападении «волчьей стаи» Hecht на Конвой ON 92 в битве за Атлантику)               | 5:55         |
| 5. | «Counterstrike» (Песня о Шестидневной войне)                                                           | 3:48         |
| 6. | «Stalingrad» (Песня о Сталинградской битве)                                                            | 5:18         |
| 7. | «Into the Fire» (Песня о Вьетнамской войне и безумии её участника из-за произошедшей мясорубки)        | 3:25         |
| 8. | «Purple Heart» (О кавалерах медали «Пурпурное сердце»)                                                 | 5:07         |
| 9. | «Metal Machine» (Песня-трибьют хеви-металу)                                                            | 4:26         |

### Re-Armed Edition
В 2010 году альбом был переиздан. Были добавлены бонус-треки.
| №  | Название                              | Длительность |
| -- | ------------------------------------- | ------------ |
| 1. | «The March to War»                    | 1:21         |
| 2. | «Shotgun»                             | 3:15         |
| 3. | «Into the Fire (Live in Falun 2008)»  | 4:08         |
| 4. | «Rise of Evil (Live in Falun 2008)»   | 8:03         |
| 5. | «The Beast (Кавер на Twisted Sister)» | 3:11         |
| 6. | «Dead Soldier's Waltz»                | 1:21         |

## Участники записи
- Йоаким Броден — вокал и клавишные.
- Рикард Сунден — гитара и бэк-вокал.
- Оскар Монтелиус — гитара и бэк-вокал.
- Пэр Сундстрём — бас-гитара.
- Даниэль Муллбак — ударные.